# Rosenau (zámek)
Zámek Rosenau je zámek ve stejnojmenné obci západně od Zwettlu ve Waldviertelu (Lesní čtvrti) v (Dolních Rakousích).
Zámek byl v průběhu let několikrát přestavován a opravován a změnil několikrát majitele.

## Historie
V roce 1593 za pánů z „Greißů“ byl čtyřhranný dvůr renesančně uzavřen.
Mezi lety 1720 a 1803 byl Rosenau v majetku šlechtického rodu Schallenbergů. Prvním vlastníkem byl Leopold Kryštof hrabě z Schallenbergu, který v roce 1720 koupil panství. Plány na přestavbu vypracoval barokní rakouský stavitel Joseph Munggenast (1680-1741) a zřídil tu prostory pro zednářskou lóži. Mimo to v té době vznikla do dnešního dnů zachovaná správa panství. Kromě správy panství zde vznikl také starobinec s nemocnicí, myslivna, později vozovna, kostel s farou a obecná škola. V roce 1803 Josef hrabě Schallenberg zámek prodal.
Ernst Christoph Georg August hrabě Hardenberg, vyslanec hannoverského krále ve Vídni, koupil panství Rosenau. Jeho synovec baron Andreas, ekonom v roce 1832 panství prodal. Roku 1863 zámecká paní Creszentia Stummer, vdova po obchodníkovi Carlu Stummerovi z Brna panství prodala. O pět let později získal zámek i dvůr drážní technik rytíř Mathias von Schönerer (1807-1881).
Georg Heinrich rytíř von Schönerer (1842-1921) v roce 1883 zdědil panství a vedl až do své smrti v roce 1921. Pro dobro usídleného obyvatelstva se statek i s okolím stal sociálním a hospodářským zázemím. Jeho dcera spravovala dědictví až do roku 1928. V roce 1943 převzali obec i zámek Němci. V letech 1943-1945 byl zámeckým pánem baron Lazarini-Zobelsperg.
Po válce pustošila zámek sovětská vojska, která zámek jako zástupce okupační mocnosti konfiskovali a po skončení okupace v roce 1955 zámek převzal zpět baron Lazarini-Zobelsperg. Vlastník zámek v roce 1964 prodal spolkové zemi Dolní Rakousy.
Po značných investicích zemské správy byl dnem 26. září 1974 zahájen provoz zámeckého hotelu a restaurace. O rok později bylo v zámku zřízeno muzeum rakouských svobodných zednářů.
- Ve farním kostele jsou k nahlédnutí nástropní fresky, které vytvořil rakouský malíř Paul Troger (1698-1762), uctívají Svatou trojici.

### Muzeum svobodných zednářů
Hrabě Schallenberg byl předním úředníkem u dvora Marie Terezie (1717-1780) a přišel tam do úzkého kontaktu se svobodnými zednáři. Hrabě své panství uzpůsobil pro potřebu svobodného zednářství. Svobodným zednářem byl také manžel Marie Terezie František I. Štěpán Lotrinský (1708-1765) – založil v zámku lóži, kde bydleli projíždějící bratři. Je velmi pravděpodobné, když ne zcela prokazatelné, že se slavný svobodný zednář Wolfgang Amadeus Mozart (1756-1791) na cestách z Vídně do Prahy na zámku Rosenau zastavoval.
V 18. století přestavoval zámek do dnešní podoby skvělý stavitel Joseph Munggenast a malíři Paul Troger, Daniel Gran (1694-1757) a "vlašský malíř perspektiv" Rincolin, který je v Rosenau pohřben. Po smrti Schallenberga v roce 1800 následovali vlastníci - mezi jinými známý pro svůj protižidovský postoj pověstný Georg rytíř von Schönerer (1842-1921) - uvědomil si zvláštní význam zámku, jako místo svobodných zednářů. Symbolické obrazy byly zakryty a přemalovány.
Teprve v roce 1972, když zámek a sídlo statku i s okolními obcemi převzala dolnorakouská zemská vláda před obavou zkázy a použila veřejné prostředky, aby se napravily dřívější obnovy svobodozednářskými symboly. Od 23. dubna 1975 byl zahájen provoz zednářského muzea. Již v prvním roce navštívilo muzeum 35 000 návštěvníků pro blízkost turistické stezky.
Kromě zapůjčených materiálů od velké lóže Rakouska a také exponáty z německého muzea svobodných zednářů v Bavorsku, z vídeňského chrámu a z dolnorakouského zemského muzea se zde ukazují veřejnosti. Nejvíc exponátů je od členů výzkumné lóže Forschungsloge Quatuor Coronati. Podařilo se také vystavit předměty vypůjčené od soukromých vlastníků a anglické velké lóže.